# Дерпштет
Дерпштет (њем. Dörpstedt) општина је у њемачкој савезној држави Шлезвиг-Холштајн. Једно је од 134 општинска средишта округа Шлезвиг-Фленсбург. Према процјени из 2010. у општини је живјело 551 становника. Посједује регионалну шифру (AGS) 1059020.

## Географски и демографски подаци
Дерпштет се налази у савезној држави Шлезвиг-Холштајн у округу Шлезвиг-Фленсбург. Општина се налази на надморској висини од 3 метра. Површина општине износи 16,6 km². У самом мјесту је, према процјени из 2010. године, живјео 551 становник. Просјечна густина становништва износи 33 становника/km².